# NGC 7045
NGC 7045 é uma estrela dupla na direção da constelação de Equuleus. O objeto foi descoberto pelo astrônomo John Herschel em 1827, usando um telescópio refletor com abertura de 18,6 polegadas. 